# Djouo
Djouo est un village du Cameroun situé dans la région de l'Est et le département du Haut-Nyong. Il fait partie de l'arrondissement de Somalomo.

## Population
En 1964-1965, Djouo comptait 111 habitants. Lors du recensement de 2005, on y a dénombré 48 personnes.
Ce sont pour la plupart des Badjoué.